# Eduard Majsch

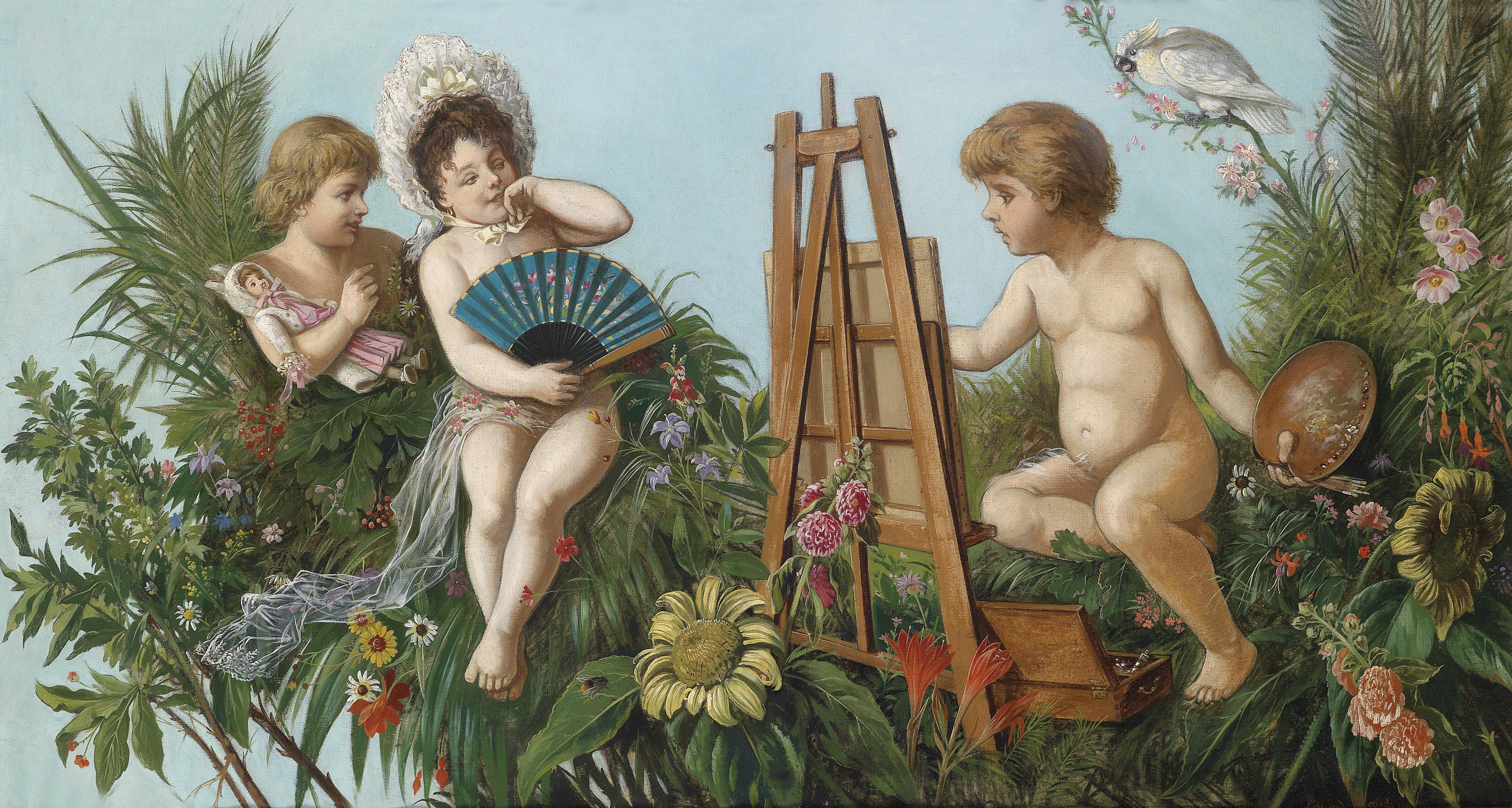
Der Maler und sein Modell 1891

Eduard Majsch (auch Maisch, * 10. Oktober 1841 in Pressburg; † 31. Mai 1904 ebenda) war ein österreichischer Maler slowakischer Abstammung.
Eduard Majsch studierte an der Akademie der bildenden Künste Wien von 1864 bis 1869 Malerei bei Carl Wurzinger und von 1870 bis 1874 Historienmalerei bei Eduard von Engerth. Nach dem Studium unternahm er eine Studienreise nach Italien und Frankreich.
Seit 1880 war er in Pressburg tätig, wo er eine private Malschule eröffnete. Majsch war Mitbegründer und stellvertretender Vorsitzender des Pressburger Kunstvereins. Er zeigte seine Werke auf den Kunstausstellungen in Pressburg, Wien, Prag und Leipzig. Seine Werke waren von der Malerei der Renaissance und des Barock beeinflusst, in den späten Bildern ist auch der Einfluss des Jugendstils bemerkbar.
Eduard Majsch wurde auf dem Andreas-Friedhof in Bratislava begraben.